# Republica Moldova la Concursul Muzical Eurovision Junior
Republica Moldova a debutat la Concursul Muzical Eurovision Junior în anul 2010. Moldova a fost singura țară care a debutat în acel an. Cel mai bun rezultat a fost obținut de Valeriya "Lerika" Engalycheva la concursul din 2011 și anume locul 6.

## Rezultate

#### Legendă:
Câștigător
     Locul al doilea
     Locul al treilea
     Ultimul loc
| An   | Gazda     | Artist          | Titlu          | Poziție | Puncte |
| ---- | --------- | --------------- | -------------- | ------- | ------ |
| 2010 | Minsk     | Ștefan Roșcovan | "Ali Baba"     | 8       | 54     |
| 2011 | Erevan    | Lerika          | "No-No"        | 6       | 78     |
| 2012 | Amsterdam | Denis Midone    | "Toate vor fi" | 10      | 52     |
| 2013 | Kiev      | Rafael Bobeica  | "Cum să fim"   | 11      | 41     |

## Istoria voturilor (2010-2013)
| Poziție | Țară          | Puncte |
| ------- | ------------- | ------ |
| 1       | Georgia       | 21     |
| 2       | Armenia       | 20     |
| =       | Belarus       | 20     |
| 4       | Rusia         | 17     |
| 5       | Țările de Jos | 15     |
| 6       | Ucraina       | 13     |

| Poziție | Țară    | Puncte |
| ------- | ------- | ------ |
| 1       | Armenia | 16     |
| 2       | Belarus | 14     |
| =       | Belgia  | 14     |
| 4       | Rusia   | 13     |
| 5       | Georgia | 12     |
| 6       | Ucraina | 11     |